# Stephen Root

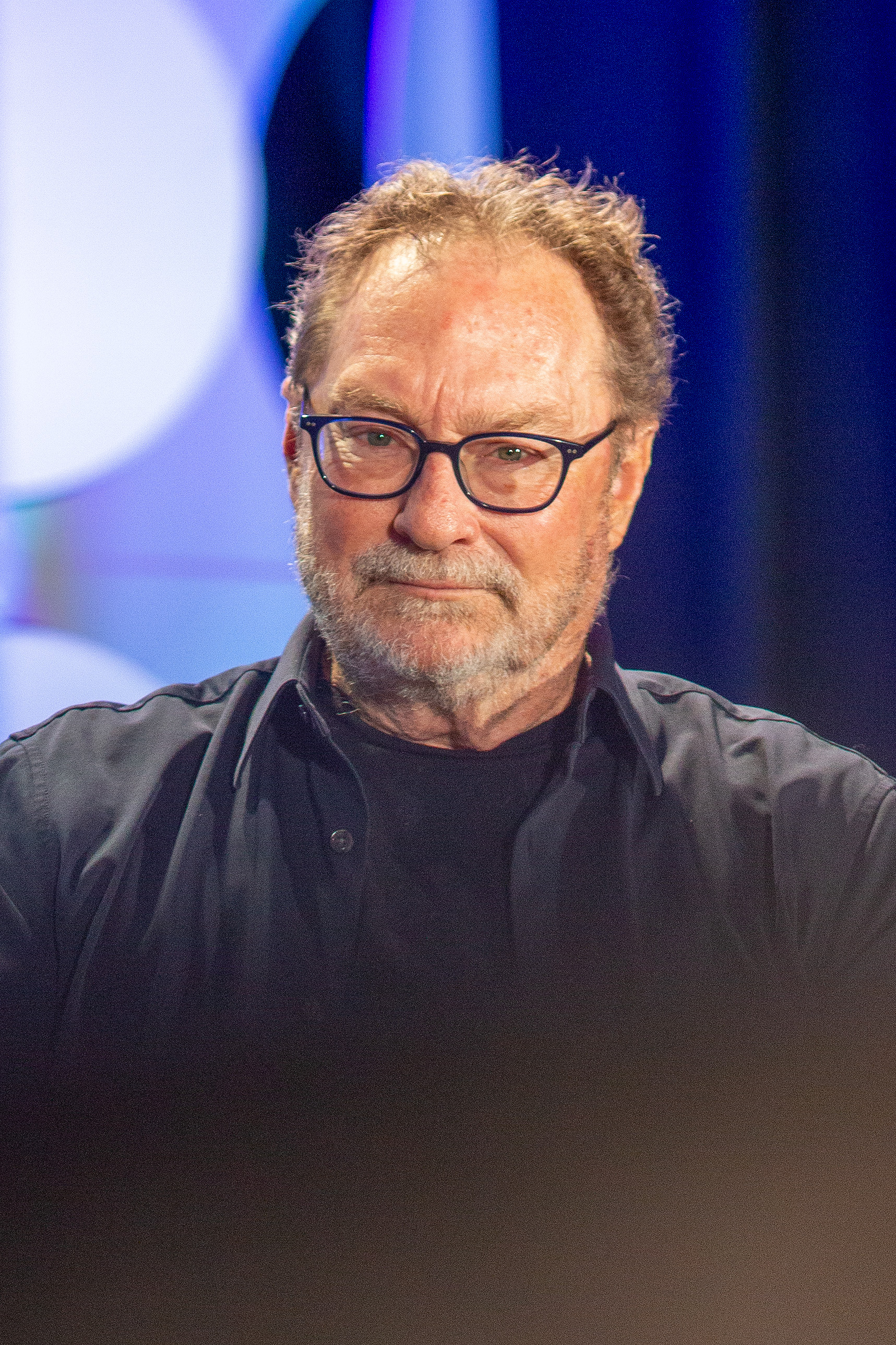
Stephen Root (2024)

Stephen Root (* 17. November 1951 in Sarasota, Florida) ist ein US-amerikanischer Schauspieler.

## Leben und Karriere
Nachdem er seine Ausbildung an der Universität von Florida abgeschlossen hatte, trat Root drei Jahre lang mit der National Shakespeare Company auf. Danach ging er nach New York, wo er zunächst in Off-Broadway-Theatern auftrat. 1987 spielte er dann am Broadway in Sandra Deers Komödie So Long on Lonely Street.
Seine erste Filmrolle spielte Root 1988 in George A. Romeros Der Affe im Menschen. Es folgten kleinere Rollen in Black Rain, Kindergarten Cop und weiteren Filmen, bis er 1995 in der Fernsehserie NewsRadio die Rolle des Jimmy James übernahm. Bis 1999 spielte Root in 53 Folgen der Serie den exzentrischen Inhaber einer Radiostation. Für die Zeichentrickserie King of the Hill sprach er von 1997 bis 2010 in 257 Folgen verschiedene Rollen. Er sprach unter anderem auch in Findet Nemo.
Im Sommer 2021 wurde Root Mitglied der Academy of Motion Picture Arts and Sciences.

## Filmografie (Auswahl)
- 1988: Crocodile Dundee II
- 1988: Der Affe im Menschen (Monkey Shines)
- 1989: Black Rain
- 1990: Kindergarten Cop
- 1990: Stanley & Iris
- 1990: Ghost – Nachricht von Sam (Ghost)
- 1991: Schuldig bei Verdacht (Guilty by Suspicion)
- 1991: StarTrek The Next Generation – Unification I und II (Season 5)
- 1991: V.I. Warshawski – Detektiv in Seidenstrümpfen (V.I. Warshawski)
- 1992: Agenten leben einsam (Bed and Breakfast)
- 1992: Buffy – Der Vampir-Killer (Buffy the Vampire Slayer)
- 1992: RoboCop 3
- 1993: Extreme Justice
- 1993: Dave
- 1995: Night of the Scarecrow – Die Nacht der Krähe (Night of the Scarecrow)
- 1996: Pandora’s Clock – Killerviren an Bord der 747 (Pandora’s Clock)
- 1997–2010: King of the Hill (Fernsehserie, 257 Episoden)
- 1999: Der 200 Jahre Mann (Bicentennial Man)
- 1999: Alles Routine (Office Space)
- 1999–2001: Ladies Man (Fernsehserie, 30 Episoden)
- 2000: O Brother, Where Art Thou? – Eine Mississippi-Odyssee (O Brother, Where Art Thou?)
- 2000: The Monster Hunter
- 2002: Weißer Oleander (White Oleander)
- 2002: Malcolm mittendrin (Malcolm in the Middle, Fernsehserie, 2 Episoden)
- 2002–2004: Keine Gnade für Dad (Grounded for Life, Fernsehserie, 3 Episoden)
- 2003: Grind – Sex, Boards & Rock’n’Roll (Grind)
- 2003: Frasier (Fernsehserie, eine Episode)
- 2004: Anchorman – Die Legende von Ron Burgundy (Anchorman)
- 2004: Jersey Girl (Jersey Girl)
- 2004: Surviving Christmas
- 2004: Ladykillers (The Ladykillers)
- 2004: Voll auf die Nüsse (DodgeBall: A True Underdog Story)
- 2004–2007: Tripping the Rift (Fernsehserie, 39 Episoden)
- 2005: Wild X-Mas (Just Friends)
- 2005–2007: American Dad (American Dad!, Fernsehserie, 7 Episoden)
- 2006: Gretchen
- 2006: The Path to 9/11 – Wege des Terrors (The Path to 9/11)
- 2006: Idiocracy
- 2007: No Country for Old Men
- 2008: Nur über ihre Leiche (Over Her Dead Body)
- 2008: Pushing Daisies (Fernsehserie, 5 Episoden)
- 2008: Drillbit Taylor – Ein Mann für alle Unfälle (Drillbit Taylor)
- 2008: Ein verlockendes Spiel (Leatherheads)
- 2008–2009: True Blood (Fernsehserie, 4 Episoden)
- 2009: Dr. Dolittle 5 (Dr. Dolittle: Million Dollar Mutts)
- 2009: Männer, die auf Ziegen starren (The Men Who Stare at Goats)
- 2009: Zuhause ist der Zauber los (Imagine That)
- 2010: Die Lincoln Verschwörung (The Conspirator)
- 2010: 24 (Fernsehserie)
- 2010: Unthinkable – Der Preis der Wahrheit (Unthinkable)
- 2010: Alles muss raus (Everything Must Go)
- 2010–2014: Justified (Fernsehserie, 7 Episoden)
- 2011: Red State
- 2011: Willkommen in Cedar Rapids (Cedar Rapids)
- 2011: J. Edgar
- 2012–2013: Boardwalk Empire (Fernsehserie, 9 Episoden)
- 2012–2014: Die Drachenreiter von Berk (Dragons: Riders of Berk, Fernsehserie, 17 Episoden, Stimme)
- 2012: The Company You Keep – Die Akte Grant (The Company You Keep)
- 2012: Good Wife (The Good Wife, Fernsehserie, 2 Episoden)
- 2013: Sweetwater
- 2013: Bad Milo!
- 2013: Lone Ranger
- 2013: Feels So Good
- 2014: Fargo (Fernsehserie, 2 Episoden)
- 2014: Selma
- 2014: The Big Bang Theory (Fernsehserie, 2 Episoden)
- 2014–2015: Turn: Washington’s Spies (Fernsehserie, 4 Episoden)
- 2015: Trumbo
- 2016: Der lange Weg (All the Way, Fernsehfilm)
- 2016: Findet Dorie (Finding Dory, Stimme)
- 2016: Mike and Dave Need Wedding Dates
- 2016: Looking for the Jackalope
- 2016: Spectral
- 2016–2019: The Man in the High Castle (Fernsehserie, 10 Episoden)
- 2017: Get Out
- 2017: State of Mind – Der Kampf des Dr. Stone (Three Christs)
- 2017: Veep – Die Vizepräsidentin (Veep, Fernsehserie, Episode 6x08)
- 2017: The Ballad of Buster Scruggs
- 2018: Succession (Fernsehserie)
- 2018–2023: Barry (Fernsehserie, 32 Episoden)
- 2019–2022: Disney Amphibia (Fernsehserie, 22 Episoden)
- 2019: Jean Seberg – Against all Enemies (Seberg)
- 2020: Four Good Days
- 2020: Uncle Frank
- 2020: Perry Mason (Fernsehserie, 7 Episoden)
- 2020: Home
- 2020: The Empty Man
- 2021: Happily
- seit 2021: Masters of the Universe – Revelation (Fernsehserie, Stimme)
- 2021: Queenpins
- 2022: The Legend of Vox Machina (Fernsehserie, Stimme, 4 Episoden)
- 2022: Das Buch von Boba Fett (The Book of Boba Fett, Fernsehserie, Episode 1x03)
- 2022: To Leslie
- 2022: Beavis and Butt-Head Do the Universe (Stimme)
- 2023: Paint
- 2023: Velma (Fernsehserie, Stimme, 4 Episoden)
- 2023: Invincible (Fernsehserie, Stimme, 1 Episode)
- 2025: Heads of State